# 唐海县第六农场
唐海县第六农场，是中华人民共和国河北省唐山市曹妃甸区下辖的一个类似乡级单位。

## 行政区划
唐海县第六农场下辖以下地区：
曾家湾一村、曾家湾二村、曾家湾三村、大张庄村、营城村、曾家湾四村和曾新村。